# HD 87883
HD 87883 är en ensam stjärna belägen i den mellersta delen av stjärnbilden Lilla lejonet. Den har en skenbar magnitud av ca 7,56 och kräver åtminstone en handkikare för att kunna observeras. Baserat på parallax enligt Gaia Data Release 2 på ca 59,7 mas, beräknas den befinna sig på ett avstånd på ca 60 ljusår (ca 18 parsek) från solen. Den rör sig bort från solen med en heliocentrisk radialhastighet på ca 9 km/s.

## Egenskaper
HD 87883 är en gul till vit jättestjärna i huvudserien av spektralklass K0 V. och har en blygsam nivå av kromosfärisk aktivitet. Den har en massa som är ca 0,8 solmassor, en radie som är ca 0,76 solradier och har ca 0,3 gånger solens utstrålning av energi från dess fotosfär vid en effektiv temperatur av ca 5 000 K.

## Planetsystem
År 2009 upptäcktes en exoplanet, HD 87883 b, med hjälp av metoden för mätning av radiell hastighet. Omloppsdata visar att den är en planet av typen superjupiter, i en elliptisk bana med en omloppsperiod av 7,54 år och ett avstånd av 3,6  AE. En relativt stor avvikelse i modellanpassningen tyder på att det kan finnas en ytterligare planet i en nära, störande omloppsbana. Den kända planetens omloppsparametrar utesluter inte förekomsten av en planet av jordstorlek med en dynamiskt stabil bana i den beboeliga zonen.
| Planet | Massa           | Halv storaxel (AE) | Siderisk omloppstid (d) | Excentricitet | Inklination | Radie |
| ------ | --------------- | ------------------ | ----------------------- | ------------- | ----------- | ----- |
| b      | ≥1,78 ± 0,34 MJ | 3,6 ± 0,08         | 2 754 ± 87              | 0,53± 0,12    | -           | -     |